# Ustalanie czasu śmierci
Ustalanie czasu śmierci – proces, w którym podejmowane są działania mające ustalić czas, jaki minął od śmierci istoty. Proces jest istotny w postępowaniu karnym i cywilnym. W postępowaniu karnym pomaga wytypować lub wyeliminować podejrzanych o zabójstwo oraz potwierdzić lub obalić alibi. W postępowaniu cywilnym ustalenie czasu zgonu pomaga ustalić ewentualnego spadkobiercę oraz to, czy polisa nie wygasła.

## Działania podejmowane w celu ustalenia czasu śmierci
Aby określić czas zgonu, podejmuje się analizę wielu czynników:
- rozwój plam opadowych
- rozwój stężenia pośmiertnego
- temperatura ciała
- rozwój zmian rozkładowych
- zmiany biochemiczne w ciele szklistym oka
- cytometria przepływowa
- badanie zawartości żołądka
- działanie owadów żerujących na zwłokach
- ślady z miejsca zdarzenia (gazety, listy, ubranie, programy telewizyjne itd.).